# Gereformeerde kerk (Geersdijk)
De Gereformeerde kerk is een voormalig kerkgebouw in de Zeeuwse plaats Geersdijk, gelegen aan de Oostkruisstraat. De kerk werd in 1910 gebouwd, maar liep in 1953 waterschade op, veroorzaakt door de Watersnoodramp. Daarom werd in 1959 een nieuwe kerk in gebruik genomen. Hierna is het in gebruik genomen als pakhuis en later ook verbouwd. Delen van het voormalige gebouw, waaronder het onderste deel van de voorgevel zijn nog herkenbaar.

## Geschiedenis
Op 18 september 1864 werd in Geersdijk een Christelijke Afgescheiden Gemeente geïnstitueerd. Vanaf 1869 maakte de gemeente onderdeel uit van de Christelijke Gereformeerde Kerken en vanaf 1892 van de Gereformeerde Kerken in Nederland. De diensten vonden aanvankelijk plaats in een gebouw aan de Hoofdstraat. Later werd een kerk in gebruik genomen. Op 7 maart 1910 werd de bouw aanbesteed voor een nieuwe kerk, naar een ontwerp van P.S. Dijkstra. De nieuwe kerk werd datzelfde jaar in gebruik genomen.
In 1947 werd in de kerk een orgel geplaatst dat was gebouwd door A. Wattel uit Utrecht. Dit orgel is waarschijnlijk gesloopt nadat de kerk werd gesloten.
In februari 1953 kwam de kerk tijdens de Watersnood onder water te staan. Daardoor raakte de kerk zodanig beschadigd dat besloten werd om een nieuwe kerk te laten bouwen aan de Geersdijkseweg, tegenover de Hervormde kerk. Deze werd in 1959 in gebruik genomen. Tot januari 1961 is de kerk nog gebruikt door de hervormde gemeente omdat het oude kerkgebouw van deze gemeente werd vervangen. Hierna is het gebouw in gebruik genomen als pakhuis. Tijdens een augustusstorm is het kleine torentje van de gevel gewaaid. Tussen 1979 en 2000 is het bovenste deel van het gebouw gesloopt en het zadeldak vervangen voor een plat dak.